# Seznam měst v Hondurasu
Toto je seznam měst v Hondurasu.

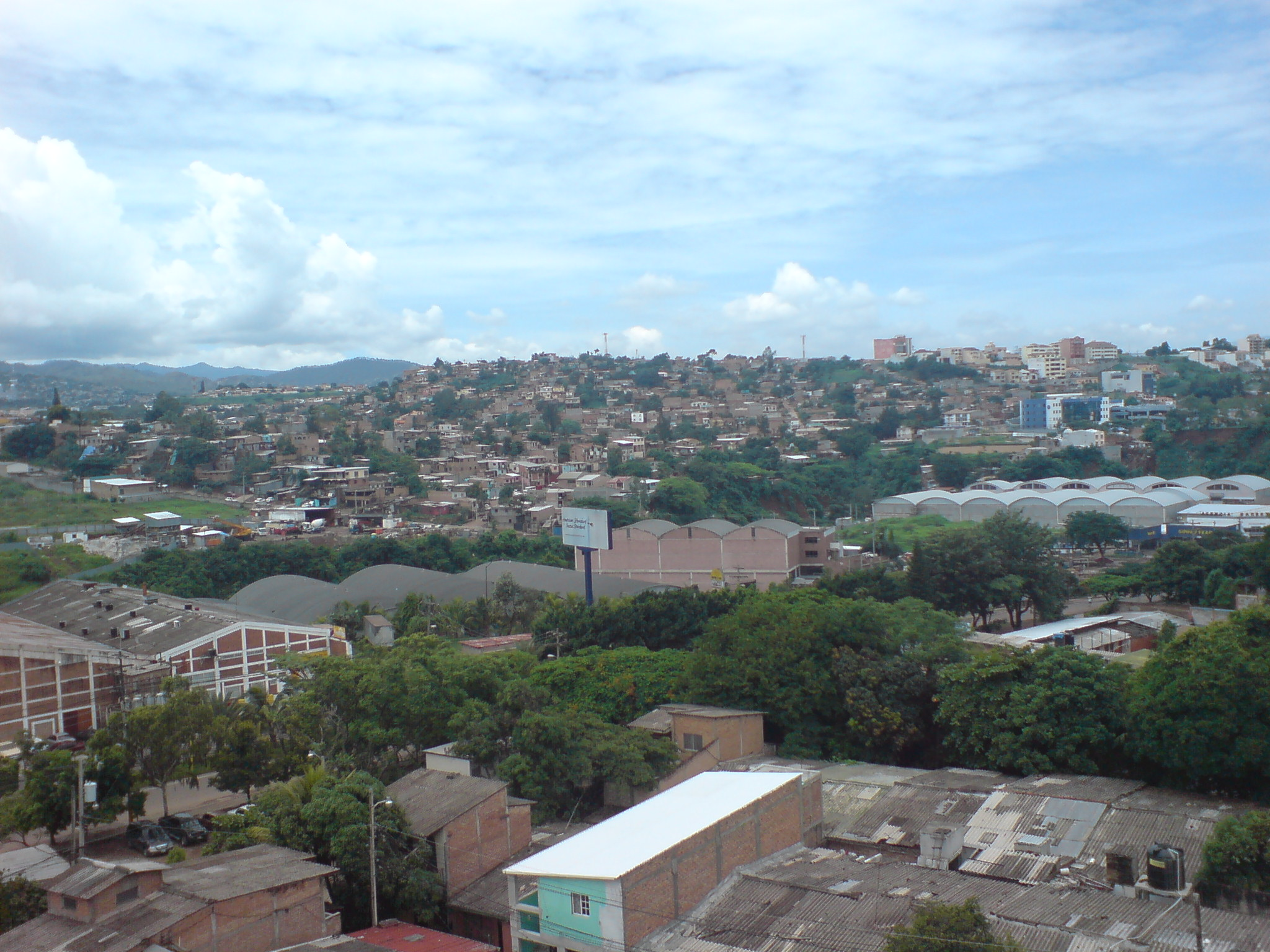
Tegucigalpa

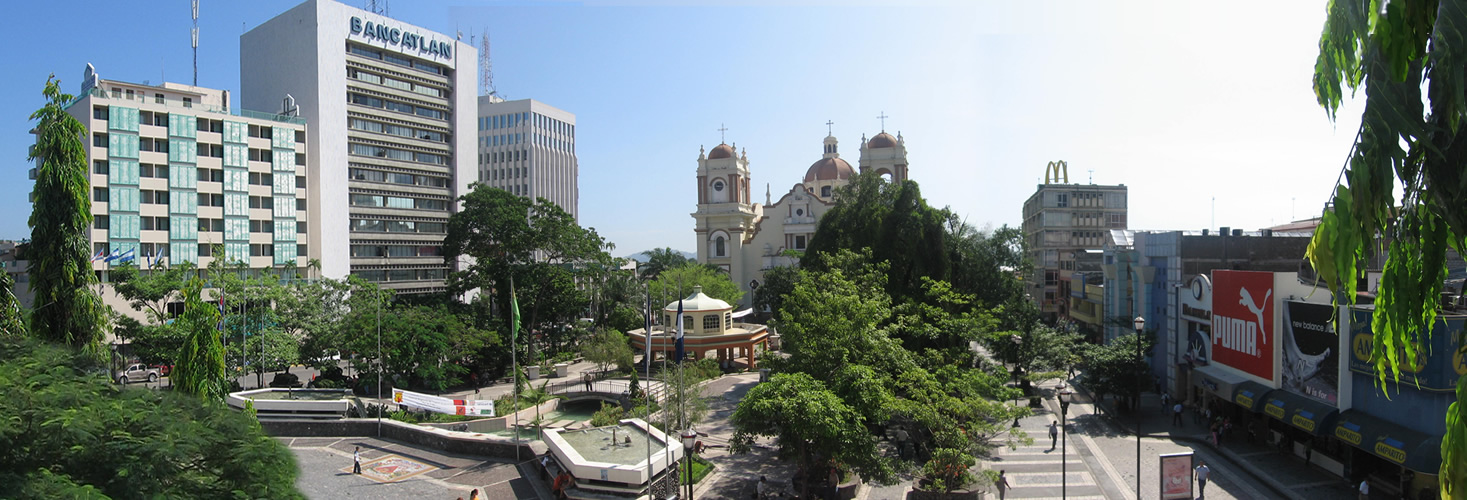
San Pedro Sula

Zdaleka největší aglomerací v Hondurasu je Tegucigalpa, kde 1. ledna 2006 žilo 1 682 725 obyvatel, což představuje asi čtvrtinu obyvatelstva celé země.
V následující tabulce jsou uvedena města nad 10 000 obyvatel, výsledky sčítání obyvatelstva z 6. března 1974, 1. května 1988 a 28. července 2001, odhady počtu obyvatel k 1. lednu 2006 a departementy, do nichž města náleží. Počet obyvatel se vztahuje na město v úzkém slova smyslu (geografický obvod města), nikoliv na město ve smyslu politickém. Města jsou seřazena podle velikosti.
| Města v Hondurasu | Města v Hondurasu   | Města v Hondurasu   | Města v Hondurasu   | Města v Hondurasu   | Města v Hondurasu  | Města v Hondurasu |
| Pořadí            | Město               | sčítání v roce 1974 | sčítání v roce 1988 | sčítání v roce 2001 | odhad pro rok 2006 | Departement       |
| ----------------- | ------------------- | ------------------- | ------------------- | ------------------- | ------------------ | ----------------- |
| 1.                | Tegucigalpa         | 273 894             | 576 661             | 765 675             | 872 403            | Francisco Morazán |
| 2.                | San Pedro Sula      | 150 991             | 287 390             | 437 798             | 502 939            | Cortés            |
| 3.                | Choloma             | 9 161               | 39 054              | 105 899             | 148 885            | Cortés            |
| 4.                | La Ceiba            | 38 788              | 68 764              | 114 277             | 134 449            | Atlántida         |
| 5.                | El Progreso         | 28 105              | 60 058              | 90 475              | 103 508            | Yoro              |
| 6.                | Choluteca           | 26 152              | 54 481              | 70 968              | 77 089             | Choluteca         |
| 7.                | Comayagua           | 15 941              | 37 226              | 53 367              | 60 174             | Comayagua         |
| 8.                | Puerto Cortés       | 25 817              | 31 586              | 43 845              | 49 050             | Cortés            |
| 9.                | La Lima             | 14 631              | 28 703              | 41 490              | 47 087             | Cortés            |
| 10.               | Danlí               | 10 825              | 29 025              | 40 915              | 45 792             | El Paraíso        |
| 11.               | Siguatepeque        | 12 456              | 27 293              | 39 070              | 44 192             | Comayagua         |
| 12.               | Juticalpa           | 10 075              | 19 622              | 30 030              | 34 644             | Olancho           |
| 13.               | Catacamas           | 9 134               | 17 965              | 29 024              | 34 119             | Olancho           |
| 14.               | Villanueva          | n/a                 | 11 981              | 27 938              | 32 553             | Cortés            |
| 15.               | Tocoa               | 2 803               | 14 079              | 26 020              | 32 092             | Colón             |
| 16.               | Tela                | 19 055              | 23 303              | 27 990              | 29 635             | Atlántida         |
| 17.               | Santa Rosa de Copán | 12 413              | 19 680              | 25 861              | 28 223             | Copán             |
| 18.               | Olanchito           | 7 411               | 13 581              | 22 626              | 26 867             | Yoro              |
| 19.               | San Lorenzo         | 9 467               | 15 294              | 21 043              | 22 701             | Valle             |
| 20.               | Cofradía            | n/a                 | 15 294              | 20 653              | 20 986             | Cortés            |
| 21.               | El Paraíso          | 6 709               | 13 069              | 17 412              | 19 120             | El Paraíso        |
| 22.               | La Paz              | 6 811               | 11 238              | 15 889              | 17 983             | La Paz            |
| 23.               | Yoro                | 4 449               | 9 416               | 14 069              | 16 221             | Yoro              |
| 24.               | Potrerillos         | n/a                 | 8 954               | 13 900              | 16 196             | Cortés            |
| 25.               | Santa Bárbara       | 5 883               | 10 503              | 13 896              | 15 431             | Santa Bárbara     |
| 26.               | La Entrada          | n/a                 | 8 943               | 13 949              | 14 893             | Copán             |
| 27.               | Intibucá            | n/a                 | 7 291               | 11 995              | 14 208             | Intibucá          |
| 28.               | Nacaome             | 6 159               | 9 801               | 12 972              | 14 168             | Valle             |
| 29.               | Talanga             | 4 917               | 9 062               | 13 533              | 13 468             | Francisco Morazán |
| 30.               | Guaimaca            | 4 000               | 6 289               | 11 101              | 13 392             | Francisco Morazán |
| 31.               | Santa Rita          | 5 300               | 9 600               | 12 111              | 13 052             | Yoro              |
| 32.               | Sonaguera           | 2 300               | 4 500               | 9 349               | 12 033             | Colón             |
| 33.               | Morazán             | 4 400               | 7 508               | 10 205              | 11 295             | Yoro              |
| 34.               | Santa Cruz de Yojoa | n/a                 | n/a                 | 9 053               | 10 548             | Cortés            |
| 35.               | Marcala             | 3 200               | 5 383               | 8 797               | 10 388             | La Paz            |